# Lesley Manville
Lesley Manville (* 12. března 1956 Brighton) je anglická herečka. Její matka byla baletní tanečnicí a otec pracoval jako taxikář. Měla dvě sestry. Původně se věnovala zpěvu, jako teenager se stala herečkou. V roce 1972 vystupovala v muzikálu I and Albert (představení režíroval John Schlesinger) a vystupovala v osmdesáti epizodách mýdlové opery Emmerdale Farm (1974–1976). Později hrála například ve filmech Páté přes deváté (1999), Teorie všeho (2014) a Nit z přízraků (2017), stejně jako v seriálech Fleming, River a Mum. Rovněž by měla ztvárnit Galu, manželku Salvadora Dalího, ve filmu Dali Land.[potřebuje aktualizovat] V letech 1987 až 1990 byl jejím manželem herec Gary Oldman. V letech 2000 až 2004 byla vdaná za herce Joea Dixona.